# Bre-X
Bre-X — колишня група компаній у Канаді. Bre-X Minerals Ltd., основна частина Bre-X, що базувалася у Калгарі, була залучена до великого скандалу з видобутком золота, коли повідомила, що знаходиться на величезному родовищі золота у Бусангу, Східний Калімантан, Індонезія. У березні 1993 року Bre-X придбала ділянку в Бусангу, а в жовтні 1995 року оголосила про виявлення значної кількості золота, що призвело до різкого зростання цін на акції. Спочатку сміттєві, її акції на фондовій біржі Торонто (TSE) сягнули піку в 286,50 канадських доларів (з поділом) у травні 1996 року із загальною капіталізацією понад 6 мільярдів канадських доларів. Bre-X Minerals колапсувала в 1997 році після того, як було визнано, що зразки золота були шахрайством.
Запаси золота у Бусангу, за оцінками незалежної консалтингової компанії Bre-X Kilborn Engineering (підрозділ SNC-Lavalin з Монреаля) складали приблизно 71 млн тройських унцій (2200 т). Джон Фельдергоф, віце-президент Bre-X з розвідки, в інтерв'ю Річарду Бехару з журналу Fortune зробив оцінку потенційних запасів родовища у 200 млн тройських унцій, хоча Bre-X у звітах з оцінки запасів ніколи таку цифру не наводила.
Ресурси золота Bre-X у Бусангу були величезним шахрайством. Обнадійливі кількості золота начебто були виявлені в багатьох свердловинах, і проєкт отримав позитивну технічну оцінку від Kilborn. Згодом було встановлено, що зразки подрібненого керна були фальсифіковані шляхом штучного додавання золота (англ. salting, «засолювання»), що мало широкий спектр характеристик, й потім піддано мінералогічній експертизі консультантами Bre-X. Насправді в старому звіті, знайденому у файлах Bre-X, мінералог повідомив, що деякі частинки золота в пробах Бусанга мали темніший жовтий відттінок поверхні порівняно з внутрішнім матеріалом, а деякі мали тонку морфологію та складалися з електруму. Жовті обідки є результатом селективного вилуговування срібла з поверхні частинок золота під час річкового транспортування або під час супергенних (in-situ) процесів. Електрум несумісний з алювіальним походженням. Водночас жоден з мінералогів, які досліджували зерна золота, не дав жодних вказівок на те, що походження золота не узгоджується із твердими породами зразків. «Засолювання» подрібнених зразків керна золотом є найбільш складним шахрайством в історії золотовидобування.
У 1997 році Bre-X колапсував, а його акції стали нічого не вартими в результаті одного з найбільших біржових скандалів в історії Канади і найбільшого скандалу в історії гірництва.

## Історія
Девід Волш заснував Bre-X Minerals Ltd. у 1989 році як дочірню компанію Bresea Resources Ltd. Компанія не отримувала значного прибутку до 1993 року, коли Волш прислухався до поради геолога Джона Фельдергофа і придбав нерухомість посеред джунглів біля річки Бусанг в Калімантані, Індонезія. Менеджер проєкту, філіппінський геолог Майкл де Гузман, приблизно оцінив ресурси ділянки у 2 мільйони тройських унцій.
Оцінка вартості ділянки з часом збільшувалася: у 1995 році вона становила 30 млн тройських унцій (850 т); у 1996 році — 60 млн (1700 т); нарешті — у 1997 році — 70 млн тройських унцій. Спочатку акції котирувалися на фондовій біржі Альберти в 1989 році, а потім у 1996 році на фондовій біржі Торонто та NASDAQ. Ціна акцій Bre-X зросла до 280 канадських доларів за акцію у 1997 році (з поділом), і на піку її ринкова капіталізація становила 4,4 мільярда доларів США, що еквівалентно 7,1 мільярда доларів США в 2020 році.
Деякі інші гірничі компанії, включаючи Placer Dome, спробували організувати невдалі поглинання, але до процесу долучився індонезійський уряд президента Сухарто. Заявляючи, що така невелика компанія, як Bre-X, не може сама експлуатувати родовище, індонезійці спочатку запропонували Bre-X поділитися ділянкою з великою канадською гірничодобувною компанією Barrick Gold, разом із дочкою Сухарто Сіті Хардіянті Рукманою. Для підтримки своїх інтересів у бізнесі Bre-X найняв сина Сухарто Сігіта Харджуданто. Боб Хасан, інший знайомий Сухарто, домовився про угоду, згідно з якою Bre-X матиме 45 % акцій, Freeport-McMoRan Copper & Gold буде керувати копальнею, й Хасан також отримає свою долю. Bre-X матиме права на землю протягом 30 років. Про угоду було оголошено 17 лютого 1997 року, і Freeport-McMoRan розпочав свою первинну ретельну оцінку ділянки.

## Шахрайство викрито
Шахрайство почало швидко розкриватися 19 березня 1997 року, коли філіппінський геолог Bre-X Майкл де Гузман начебто вчинив самогубство, стрибнувши з гелікоптера в Індонезії. За чотири дні в джунглях було знайдено тіло без рук і ніг, які були ампутовані. Крім того, повідомляється, що тіло було здебільшого з'їдене тваринами. (За словами журналіста Джона Макбета, тіло зникло з моргу міста, з якого вилетів гелікоптер. Залишки «де Гузмана» знайшли лише за 400 метрів від лісовозної дороги. Ніхто не бачив тіло, крім іншого філіппінського геолога, який стверджував, що це був де Гузман. І одна з п'яти жінок, які називали себе його дружиною, отримувала від когось грошові виплати ще довго після нібито смерті де Гусмана.) За тиждень, 26 березня 1997 року, американська фірма Freeport-McMoRan, потенційний партнер у розробці Бусангу, оголосила, що її власні зразки керна, отримані австралійським геологом Коліном Джонсом, показали «незначну кількість золота». Почався шалений розпродаж акцій, і Сухарто відклав підписання угоди про розробку родовища. Bre-X зажадав додаткових оглядів і замовив перегляд пробного буріння. Результати не були для них сприятливими, і 1 квітня 1997 року Bre-X відмовився коментувати ситацію. Канадський аналітик золота Егіціо Б'янкіні з BMO Nesbitt Burns вважав чутки «безглуздими». Для проведення власного аналізу була залучена стороння незалежна компанія Strathcona Minerals. Вона опублікувала свої результати 4 травня 1997 року: зразки руди Бусанг були «засолені» золотим пилом. Випробування в лабораторії показали, що золото з однієї свердловини було зшліфоване з золотих прикрас, хоча так і не вдалося встановити, на якій стадії це золото було додано до зразків. Це золото також зустрічалося в кількостях, які не підтверджували справжні оригінальні аналізи. Торгівля акціями Bre-X незабаром була призупинена на TSE і NASDAQ і компанія подала заяву про захист від банкрутства.

## Наслідки
До травня Bre-X зіткнувся з низкою судових позовів і розлюченими інвесторами, які втратили мільярди. Найбільших втрат зазнали три канадські організації державного сектору: Пенсійна рада муніципальних працівників Онтаріо (втрата 45 мільйонів доларів), Caisse de dépôt et placement du Québec, Пенсійний фонд державного сектору Квебеку (70 мільйонів доларів) і Пенсійний план учителів Онтаріо (100 мільйонів доларів). Канадський фінансовий сектор також зазнав наслідків: шахрайство стало серйозним збентеженням для Пітера Манка, глави Barrick Gold, а також для тодішнього керівника фондової біржі Торонто (в результаті його звільнення до 1999 року), почалася бурхлива перебудова канадських фондових бірж.
Bre-X збанкрутувала 5 листопада 1997 року, хоча деякі з її дочірніх компаній діяли до 2003 року.
Волш переїхав на Багамські острови в 1998 році, все ще сповідуючи свою невинуватість. Двоє озброєних людей у масках увірвалися до його будинку в Нассау, зв'язавши його, і погрожували розстріляти, якщо він не віддасть усі свої гроші. Інцидент закінчився мирно, але за три тижні, 4 червня 1998 року, Волш помер від аневризми головного мозку.
У 1999 році Канадська королівська кінна поліція (RCMP) оголосила, що припиняє розслідування, не висунувши нікому кримінальних звинувачень. Критики звинувачували RCMP у недостатньому фінансуванні та у не належному комплектуванні для розгляду складних кримінальних справ про шахрайство, а також звертали увагу на те, що канадські закони в цій сфері були неадекватними. Однак, незважаючи на зняття кримінальних обвинувачень, цивільні колективні позови проти директорів Bre-X, фінансових консалтінгових фірм та Kilborn тривали.
У травні 1999 року Комісія з цінних паперів Онтаріо (OSC) звинуватила Фельдергофа в інсайдерській торгівлі. Жоден інший член ради директорів Bre-X або інші особи, пов'язані з проектом Бусанг, не були звинувачені OSC. OSC визнала, що немає доказів того, що Фельдергоф був причетний до шахрайства або знав про шахрайство. У квітні 2001 року судовий розгляд було призупинено, коли OSC намагалася відсторонити головуючого суддю Петера Гриня за ймовірну упередженість проти обвинувачення. Це клопотання було відхилене незалежним суддею, а 10 грудня 2003 року колегія суддів також відхилила апеляцію.
Судовий процес поновився у 2005 році. Фельдергоф був присутній, не даючи свідчень, на ряді судових засідань, оскільки шестирічна справа потрапила в систему. Основою позову OSC, а також цивільних групових позовів є нібито існування численних і очевидних «red flags» («червоних прапорців»), як детально описує Strathcona Minerals, які слід було взяти до уваги.
Розпочатий у 2001 році судовий процес над Джоном Фельдергофом завершився у вівторок, 31 липня 2007 року, виправдальним вердиктом щодо звинувачення у незаконній інсайдерській торгівлі. За кілька днів після вироку OSC також вирішив не оскаржувати це рішення, що стало знаковою перемогою Фельдергофа та його адвоката Джозефа Гроя з Торонто. Груповий позов було припинено за рішенням суду на початку 2014 року; відшкодування збитків у розмірі 3,5 мільйона канадських доларів (CAN) було передано на благодійність та Університету Оттави, оскільки кошти були визнані занадто малими, щоб їх розумно розподілити між великою кількістю позивачів.
Фельдергоф помер 28 жовтня 2019 року в Манілі, Філіппіни, у віці 79 років.
Шахрайство з видобутком Bre-X переконало канадців у необхідності регулювати професійну геологічну діяльність в Канаді. Положення про цінні папери National Instrument 43-101 було створено після шахрайства Bre-X, щоб захистити інвесторів від необґрунтованого розкриття інформації про проєкти розробки корисних копалин.

## Книги та статті
- The Bre-X Fraud by Douglas Goold and Andrew Willis, McClelland and Stewart (1997)[24]
- Fool's Gold: The Making of a Global Market Fraud by Brian Hutchinson (pub. by Alfred A. Knopf, 1998)[25]
- Bre-X: sebungkah emas di kaki pelangi by Bondan Winarno. ISBN 9789799523808 (1997)
- Bre-X: Gold Today, Gone Tomorrow by James Whyte and Vivian Danielson[20]
- Indonesian Gold by Kerry B. Collison — a fictionalised account[26]
- New Perspectives on Busang by Phillip Hellman, Parts 1 & 2, The Northern Miner, May 2002
- Friction by Anna Tsing (2005, Princeton University Press)
- Fever: The Dark Mystery of the Bre-X Gold Rush by Jennifer Wells
- Bre-X, The Inside Story by Diane Francis (pub by Key Porter Books, 1997)
- Reporter. Forty Years Covering Asia by John McBeth, Talisman Publishing, Singapore, 2011. ISBN 9789810873646

## Фільм
27 січня 2017 року у світовий прокат вийшов фільм «Золото», заснований на історії Bre-X. З юридичних причин, а також для того, щоб підвищити привабливість фільму для американської аудиторії, продюсери фільму заперечили, що фільм будь-яким чином пов'язаний з канадською історією Bre-X.